# Madre Marie-Anastasie
Madre Marie-Anastasie, batizada com o nome de Alexandrine Conduché (17 de novembro de 1833, Compeyre – 21 de abril de 1878, Bor-et-Bar, na França) fez a formação inicial com as Irmãs de Notre-Dame e, posteriormente, fundou a Congregação Dominicana de Notre-Dame do Saint-Rosaire de Monteils. 

## Biografia
Madre Marie-Anastasie nasceu no dia 17 de novembro de 1833, em Compeyre, em uma pequena paróquia da diocese de Rodez, a alguns quilômetros de Millau, na França. Seu pai, Joseph Conduché, um sapateiro e cristão devotado, casou-se com Marie- Jeanne Artières. O casal teve seis filhos, mas somente duas filhas sobreviveram – Alexandrine e Joséphine.
Alexandrine Conduché, a futura Irmã Marie-Anastasie, era a mais velha. Ela foi educada em casa, pelos pais, até os quatro anos. Depois foi para a escola de Compeyre e, pouco tempo depois, seus pais a mudaram de escola, levando-a para uma escola na paróquia vizinha em Aguessac, seguida pelas "Irmãs da União".
Era uma menina calma, dedicada e serena que mantinha um comportamento solidário em todos os lugares e situações. Desde pequena, Alexandrine demonstrou grande interesse por conhecer a vida dos santos e passava longas horas lendo a respeito. Aos onze anos, Alexandrine fez a primeira comunhão.
Alguns meses depois, seus pais decidiram tirá-la da escola para ficar em casa. A mãe estava doente e o pai não tinha ainda um trabalho. Esse foi um período difícil de pobreza em que Alexandrine precisou substituir sua mãe nos trabalhos domésticos. Ela aprendeu a costurar e a bordar.
A mãe de Alexandrine fazia parte de uma família com vários sacerdotes. Nesse período, três exerciam ministério na diocese de Rodez: seu irmão Artières, padre em Tizac; seu tio, Jean-Pierre Gavalda, padre de Bor e seu sobrinho, Jean-François Gavalda que trabalham juntos.
Em junho de 1847, Alexandrine mudou-se para Tizac a convite de Padre Artières para morar na paróquia do verde Ségala. Nos primeiros meses, Alexandrine fazia os trabalhos de casa, mas, quando ela completou quatorze anos, ele pediu a ela para abrir uma sala de aula para as crianças da aldeia, pois em Tizac não havia escola.
Padre Artières orientava Alexandrine quanto à sua vocação.  Nesse período, o sacerdote de Bor - o padre Jean-Pierre Gavalda – desenvovlveu um projeto para fundar uma comunidade com moças da região, que ele mesmo formasse de acordo com as necessidades da paróquia, visto que ele já havia convidado outras congregações, mas nenhuma conseguiu permanecer em Bor para administrar a escola paroquial. Como ele já tinha uma ajudante, sua sobrinha Virginie Gavalda, que vivia com ele no presbítero de Bor, ele propôs a padre Artière que Alexandrine  e Virginie assumissem a nova fundação. No dia de finados de 1848, Alexandrine foi morar em Bor colocando-se à disposição de padre Gavalda.

Contudo, as duas jovens ainda precisavam de formação, por isso, em 10 de março de 1849, elas foram enviadas para formação na comunidade religiosa das Irmãs de Notre Dame, em Saint Julien d’Empare,  na diocese de Rodez, perto de Capdenac. Em 8 de abril, Alexandrine passou para a turma das postulantes. Dois meses depois, em 14 de junho, ela foi chamada a colocar o hábito religioso e adotou o nome de Irmã Marie-Anastasie, que significa Ressurreição. A sobrinha de Padre Gavalda, Virginie Gavalda, foi nomeada Irmã Saint-Joseph.

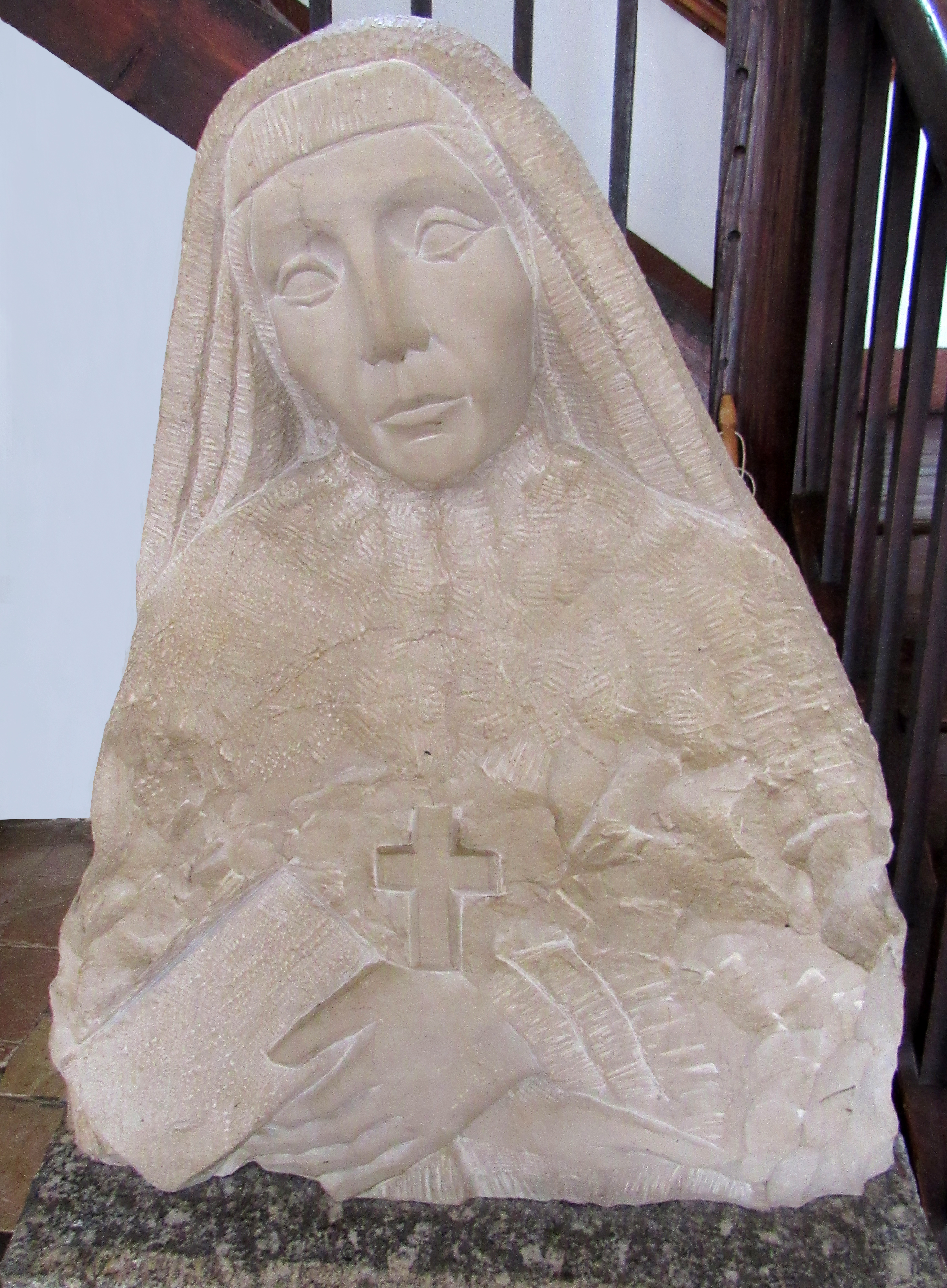
Escultura localizada no Convento de Bor - França, 2016

Após seis meses de formação, por insistência de Padre Gavalda, elas regressaram a Bor em 31 de dezembro de 1849. No dia seguinte, em 01 de janeiro de 1850, com o início das aulas, começou a fundação. Devido ao privilégio da idade, Irmã Saint-Joseph foi nomeada Superiora aos 24 anos; Irmã Marie-Anastasie ficou incumbida da escola, com a idade de 17 anos, além de dar continuidade a seu noviciado sob a direção de padre Gavalda.
Naquele momento, a comunidade era composta pelas duas noviças, Irmã Saint-Joseph e Irmã Marie-Anastasie, e por três aspirantes que esperavam de Padre Caubel a admissão no postulado. Esse momento marca o início da Congregação das Irmãs Dominicanas de Nossa Senhora do Rosário de Monteils que se iniciou pela perseverança de Padre Gavalda, pároco de Bor. A Congregação foi oficializada em 30 de março de 1850, por Jean François Croizier, bispo de Rodez, sul da França, departamento do Aveyron. 
Em virtude das dificuldades para conciliar os estudos com a realidade do trabalho rural, um grupo episcopal veio orientar quanto à situação canônica das novas religiosas: elas receberam o nome de Irmã da Terceira Ordem de Saint-Dominique e, foram confiadas para as orientações sobre o processo de formação da Congregação às Dominicanas de Gramond. Irmã Marie-Anastasie, acompanhada por uma aspirante, passava o mês de novembro com as Irmãs de Gramond, estudando seus costumes, seu espirito e sua regra.

Após uma longa espera, no dia 1° de janeiro de 1851, Padre Caubel autorizou a admissão das aspirantes ao postulado. Em setembro de 1851, Padre Caubel fez uma visita canônica e aprovou as noviças e postulantes com uso de hábito e as duas noviças puderam fazer os votos. Irmã Marie-Anastasie fez os votos no dia 8 de outubro de 1851, festa de Nossa Senhora do Rosário. Ela tinha dezoito anos. Embora jovem, ela foi nomeada Mestra das Noviças e desenvolveu esse trabalho por onze anos.

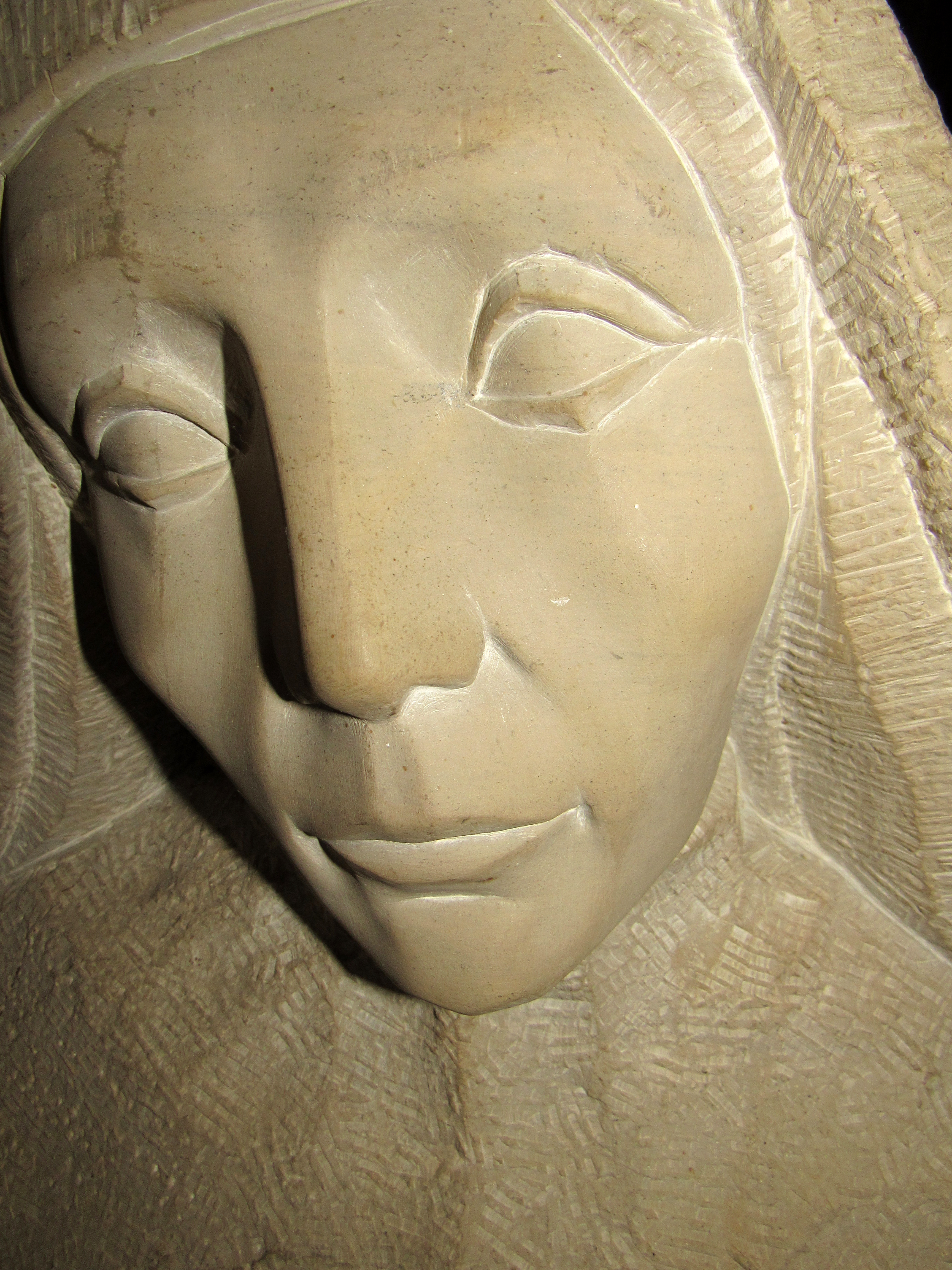
Escultura em granito de Madre Anastasie, Bor - França, 2016

Em 1859, Padre Gavalda veio passar um período com as Irmãs no convento. Durante esse tempo, ele percebeu as dificuldades da Irmã Saint-Joseph em viver as virtudes religiosas. Um tempo depois, ele recomendou a saída de Irmã Saint-Joseph da Congregação. Em setembro de 1862, com a aprovação da autoridade episcopal, Irmã Saint-Joseph deixou o Instituto.
Em 10 de outubro de 1862, Irmã Marie-Anastasie foi designada por suas Irmãs como Priora da Comunidade. No ano seguinte, em 1863, na festa de Nossa Senhora do Rosário, a autoridade eclesiástica veio fazer uma visita e, nesse dia, Irmã Marie-Anastasie e mais oito de suas companheiras fizeram os votos perpétuos.  Estava confirmada a Congregação do Santo Rosário. 
 Irmã Marie-Anastasie trabalhou muito pela fundação do Instituto, ela cuidava do convento em Bor e das outras Irmãs, seguindo rigorosamente as leis gerais da vida religiosa, cultivando a prática do silêncio, da oração, da bondade, da pobreza e da simplicidade.
O trabalho de Irmã Marie-Anastasie foi reconhecido para além do convento de Bor, que se tornou pequeno para acolher o grande número de jovens, atraídas pela vida religiosa e a regularidade demonstrada pelas Irmãs. A reputação das Irmãs era fruto também da competência profissional, que se destacava não só na área educacional, mas também pela abertura social, assistência aos enfermos realizada por meio de visita às famílias.
Irmã Marie-Anastasie visitava as comunidades a pé, constantemente, a fim de garantir os princípios originais da fundação, especialmente a prudência, a bondade, a oração, a regularidade religiosa, as grandes virtudes monásticas, o silêncio, a pobreza, a austeridade, a obediência praticada com amor. Contudo, ela tinha saúde frágil e não pode continuar por muito tempo por motivos de saúde.
Os pedidos de prefeitos, párocos, entre outros, para ampliar as comunidades continuaram se multiplicando. Os superiores religiosos deram a permissão para a fundação de outros conventos nas dioceses de Montauban, de Rodez e de Albi. Em 1875, ocorreu a inserção definitiva da Congregação na Ordem dos Pregadores, fundada por São Domingos de Gusmão.
De 1863 a 1878, Madre Marie-Anastasie abriu 17 novas cominidades escolares: Le Mauron (1863), Saint-Hippolyte (1866), Notre Dame de Laval (1867), Lescure (1867), Prades (1867), Puech- Auriol (1868), Peyregoux (1868), Tayac (1868), Saint-Hilaire de Rodez (1868), Beteille (1869), Floirac (1870), Montgey (1870), Venès (1872),  Saint-Laurent (1874), Lalo (1875), Artigues (1876), Villevayre (1877). No dia da Páscoa, em 21 de abril de 1878, aos 45 anos de idade, Madre Marie-Anastasie morreu.
As comunidades continuaram se multiplicando e as fundações aconteceram em outros países limítrofes com a França: Itália, Bélgica, Bulgária, Espanha. Em 1885, um grupo de seis Irmãs da Congregação atravessou o Atlântico, a pedido da Ordem Dominicana, e se implantou na cidade de Uberaba, no Brasil, dando continuidade à obra de Madre Marie-Anastasie em terras brasileiras.  

## Cronologia

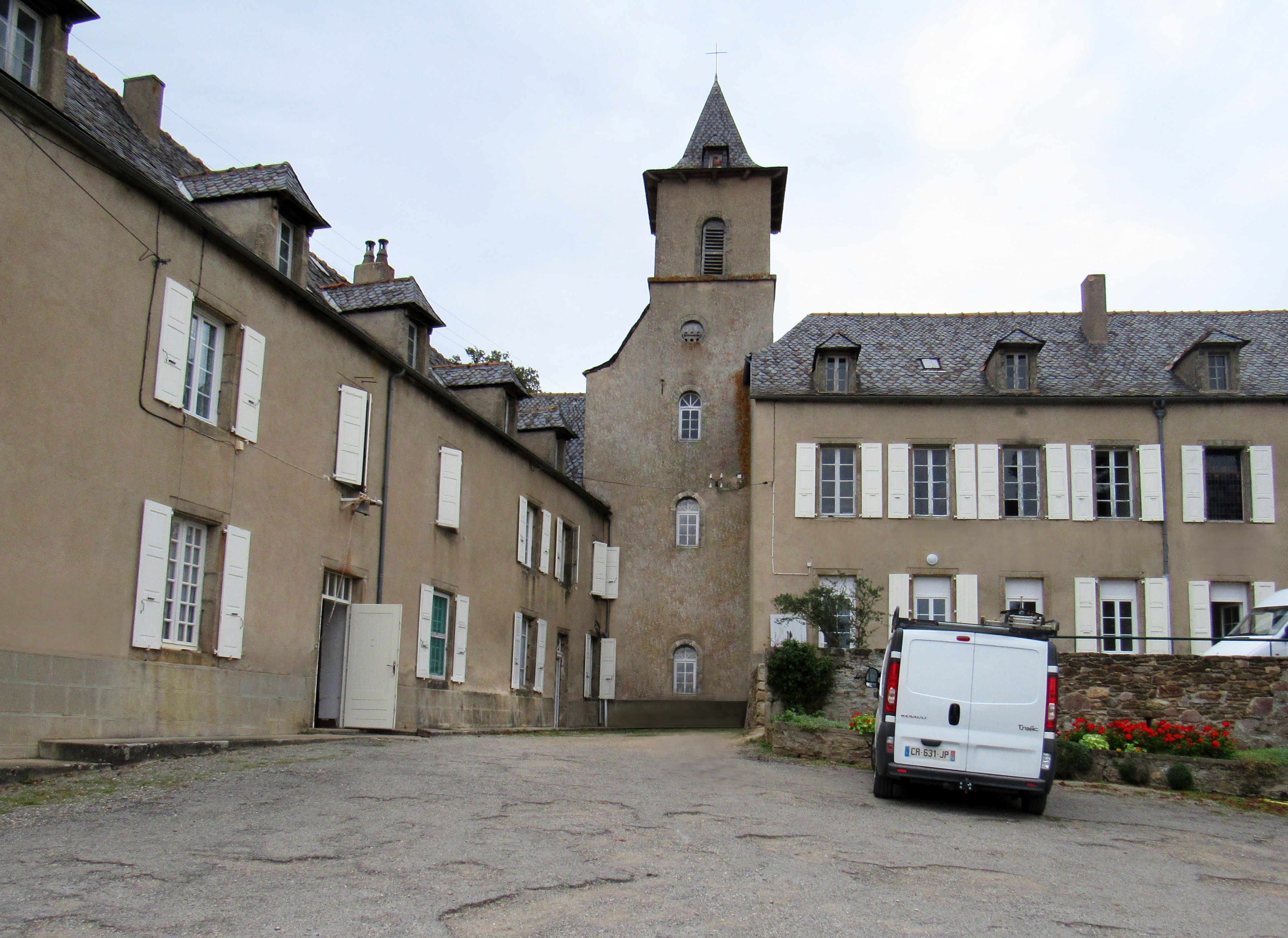
Convento de Bor - França, 2016

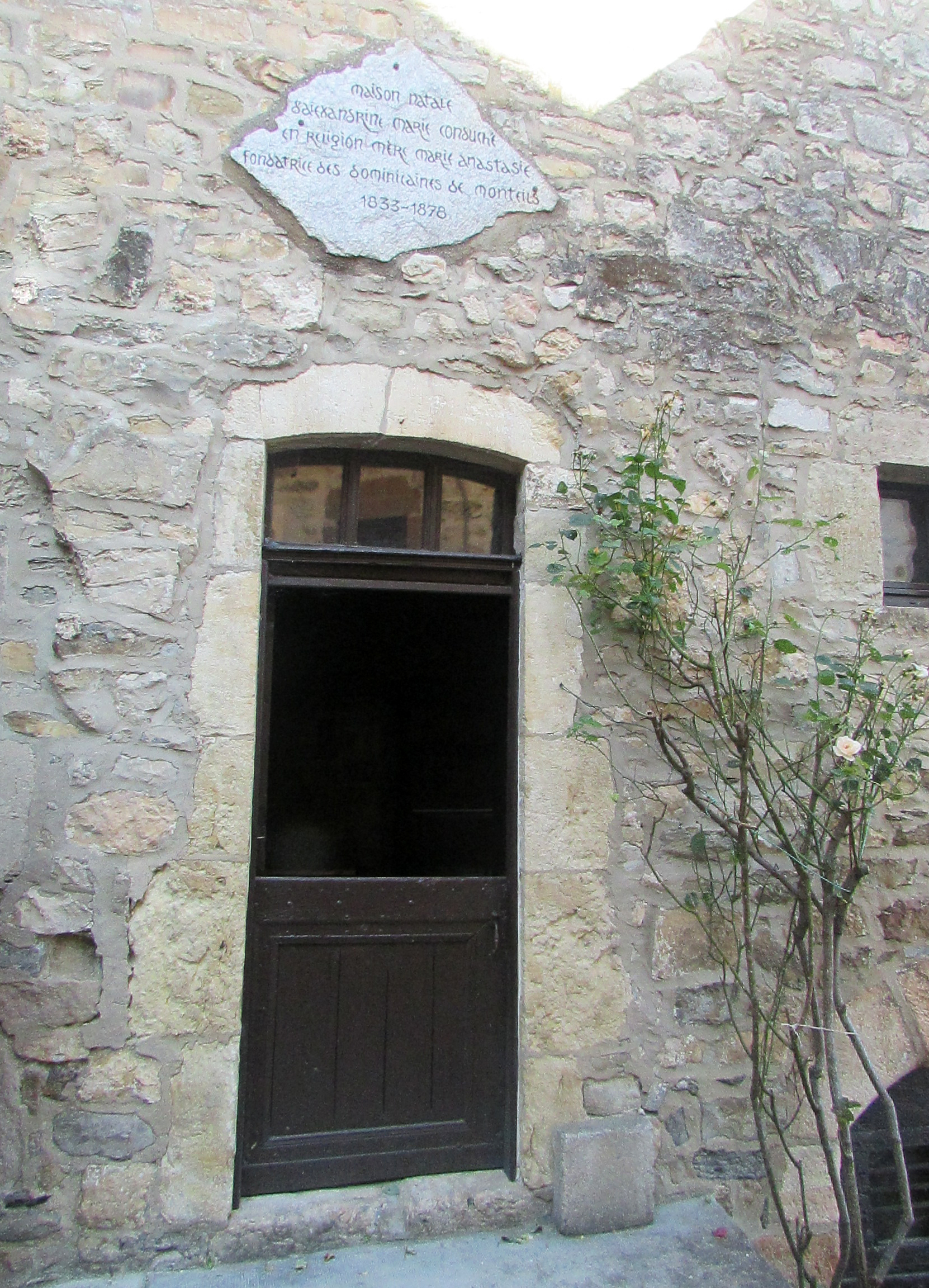
Casa de Madre Anastasie em Compeyre - França, 2016

1833 – 17 de novembro - Nascimento de Alexandrine Conduché, futura Madre Marie-Anastasie, em Compeyre, Aveyron, França.
1837 – Alexandrine iniciou os estudos na escola paroquial de Compeyre.
1847 – junho - Alexandrine deixou Compeyre e foi morar em Tizac, pequena paróquia do verde Ségala.
1847 – novembro – Alexandrine iniciou seu trabalho como professora e abriu uma sala de aula para as crianças na aldeia de Tizac.
1848 – Dia de finados, Alexandrine mudou-se para Bor-et-Bar para ajudar Padre Gavalda a fundar uma nova escola.
1849 - 10 de março – Alexandrine entrou no convento de Saint-Julien.
1849 -  8 de abril, Alexandrine passou para a turma das postulantes.
1849 - 14 de junho - Alexandrine recebeu o hábito religioso e adotou o nome de Irmã Marie-Anastasie, que significa "Ressureição".

1849 - 31 de dezembro - Irmã Marie-Anastasie deixou o convento de Saint-Julien e retornou para Bor.

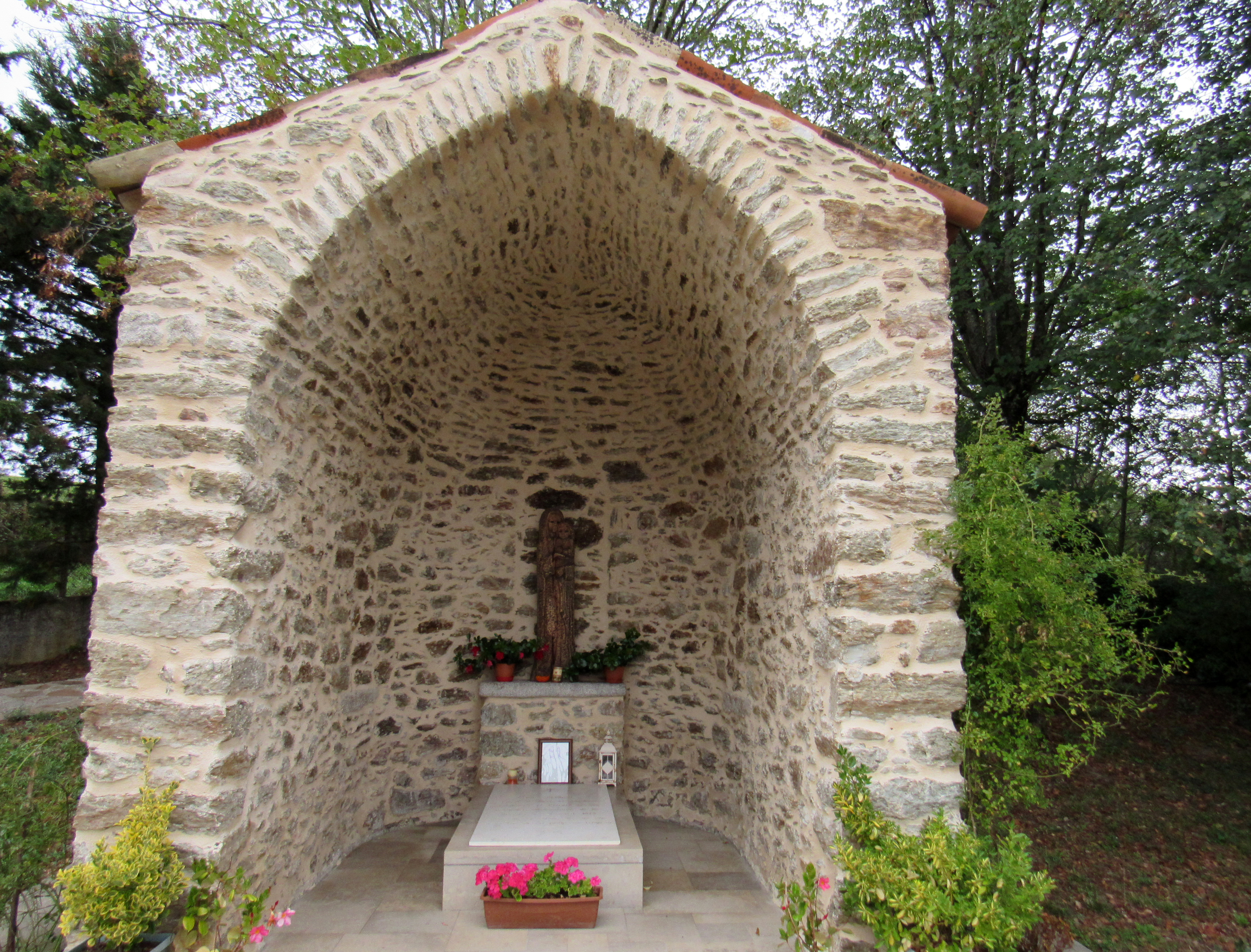
Túmulo da Madre Anastasie, Bor - França, 2016

1850 – 01 de janeiro - Irmã Marie-Anastasie se tornou diretora da nova escola paroquial, assumindo o cargo de professora das crianças em Bor. Essa escola marcou a fundação da Congregação das Dominicanas de Nossa Senhora do Rosário de Bor.
1851 - 8 de outubro – Com 18 anos, Irmã Marie-Anastasie fez os votos religiosos.
1851 – Irmã Marie-Anastasie tornou-se mestra de noviças.
1862 - 10 de outubro - Irmã Marie-Anastasie foi designada por suas Irmãs como Priora da Comunidade.
1863 – Dia da festa de Nossa Senhora do Rosário - Irmã Anastasie fez os votos perpétuos e foi eleita Priora Geral da Congregação.
1875 – Inserção definitiva da Congregação na Ordem dos Pregadores, fundada por São Domingos de Gusmão.
1878 – 21 de abril, dia de Páscoa – Morte de Madre Anastasie em Bor.   
1885 – Um grupo de seis Irmãs da Congregação atravessou o Atlântico, a pedido da Ordem Dominicana, e instalou-se na cidade de Uberaba - Brasil.